# Chatots
Els chatots (també chacato o chactoo) eren una tribu amerindis dels Estats Units que vivien a la part alta de les conques del riu Apalachicola i del riu Chipola a l'actual Florida. Parlaven una llengua muskogi, que podria haver estat la mateixa que la dels pensacoles.
Els espanyols va establir tres o quatre missions entre els chatot pel 1675; Asunción/Asumpción del Puerto, la Encarnación (també anomenada Santa Cruz de Sábacola el menor), San Nicolás de Tolentino (registrat només a Geiger, 1940) i San Carlos de los Chacatos. Aquestes missions eren situades vora l'alt riu Apalachicola. L'historiador John Hann situa les missions d'Asunción, la Encarnatión i San Carlos a la província d'Apalache dels sistema espanyol de missions a Florida. L'historiador Maynard Geiger també situa Asunción a la província d'Apalache, però situa la Encarnación, San Nicolás i San Carlos en la província Apalachicola.